# Mataeocephalus acipenserinus
Mataeocephalus acipenserinus är en fiskart som först beskrevs av Gilbert och Cramer, 1897.  Mataeocephalus acipenserinus ingår i släktet Mataeocephalus och familjen skolästfiskar. Inga underarter finns listade i Catalogue of Life.